# کورت خوبری
کورت خوبری (انگلیسی: Curt Sjöberg; ۲۶ ژانویهٔ ۱۸۹۷ – ۱۲ آوریل ۱۹۴۸) شیرجه‌رو و ژیمناست هنری اهل سوئد بود.